# Kunstjahr 1858
Liste der Kunstjahre

1856 | 1857 | Kunstjahr 1858 | 1859 | 1860 | 1861 | 1862 | ► | ►►

Weitere Ereignisse
Dieser Artikel behandelt das Kunstjahr 1858.

## Ereignisse

### Gartenarchitektur und Stadtplanung

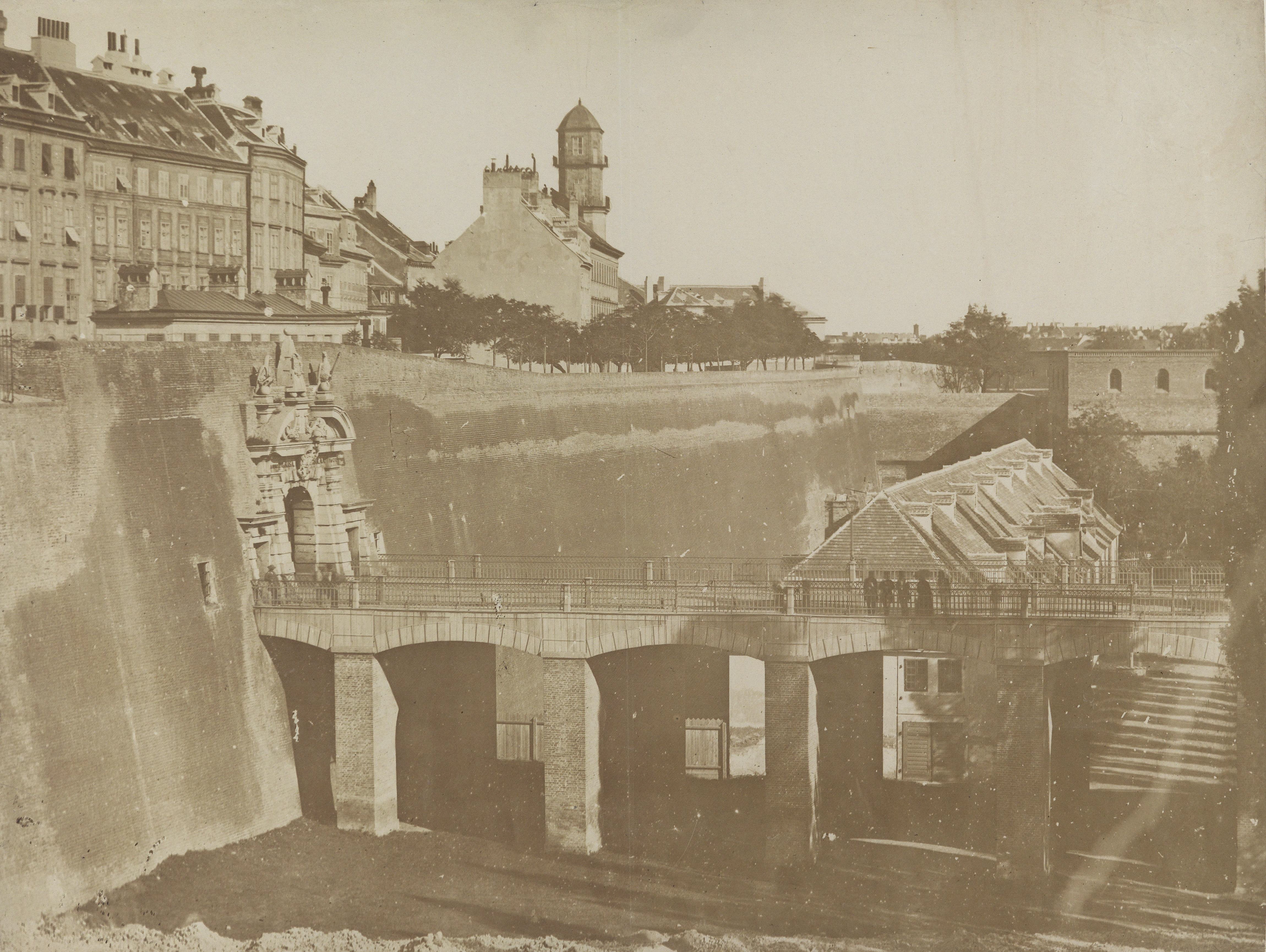
Kärntnertor 1858 vor der Schleifung

In Wien erfolgt am 31. Jänner aufgrund des von Kaiser Franz Joseph im Vorjahr herausgegebenen Allerhöchsten Handschreibens zur Schleifung der Wiener Stadtmauern eine Ausschreibung für die Gestaltung des daraus entstehenden Areals. In den folgenden Monaten werden 85 Projekte eingereicht. Am 11. Dezember veröffentlicht die aus 19 Personen bestehende Jury ihre Entscheidung. Sie hat sich nach fast zweimonatiger Beratung nicht auf einen Sieger festlegen können, sondern drei Erste Plätze vergeben, nämlich an Ludwig Förster, an Friedrich August von Stache sowie an das Team August Sicard von Sicardsburg und Eduard van der Nüll. 
In Manhattan beginnen die Bauarbeiten für den Central Park.

### Holzschnitt

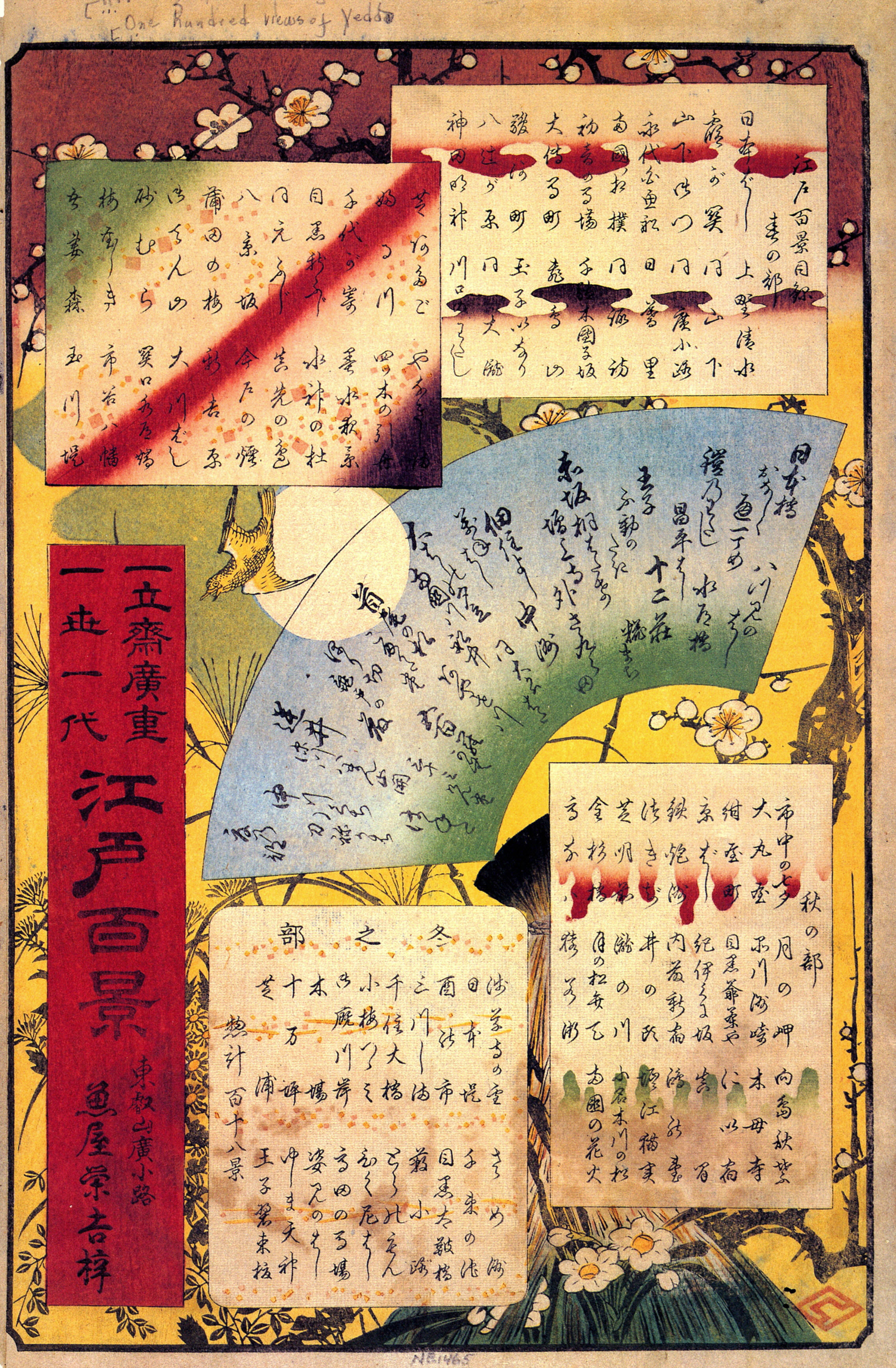
Inhaltsverzeichnis der Serie, von Gengyo Miyagi entworfen

Einen Monat nach dem Tod des japanischen Farbholzschnitt-Meisters Utagawa Hiroshige beginnt der Verleger Sakanaya Eikichi im November mit dem Druck von dessen Hauptwerk 100 berühmte Ansichten von Edo. 

### Bildhauerei

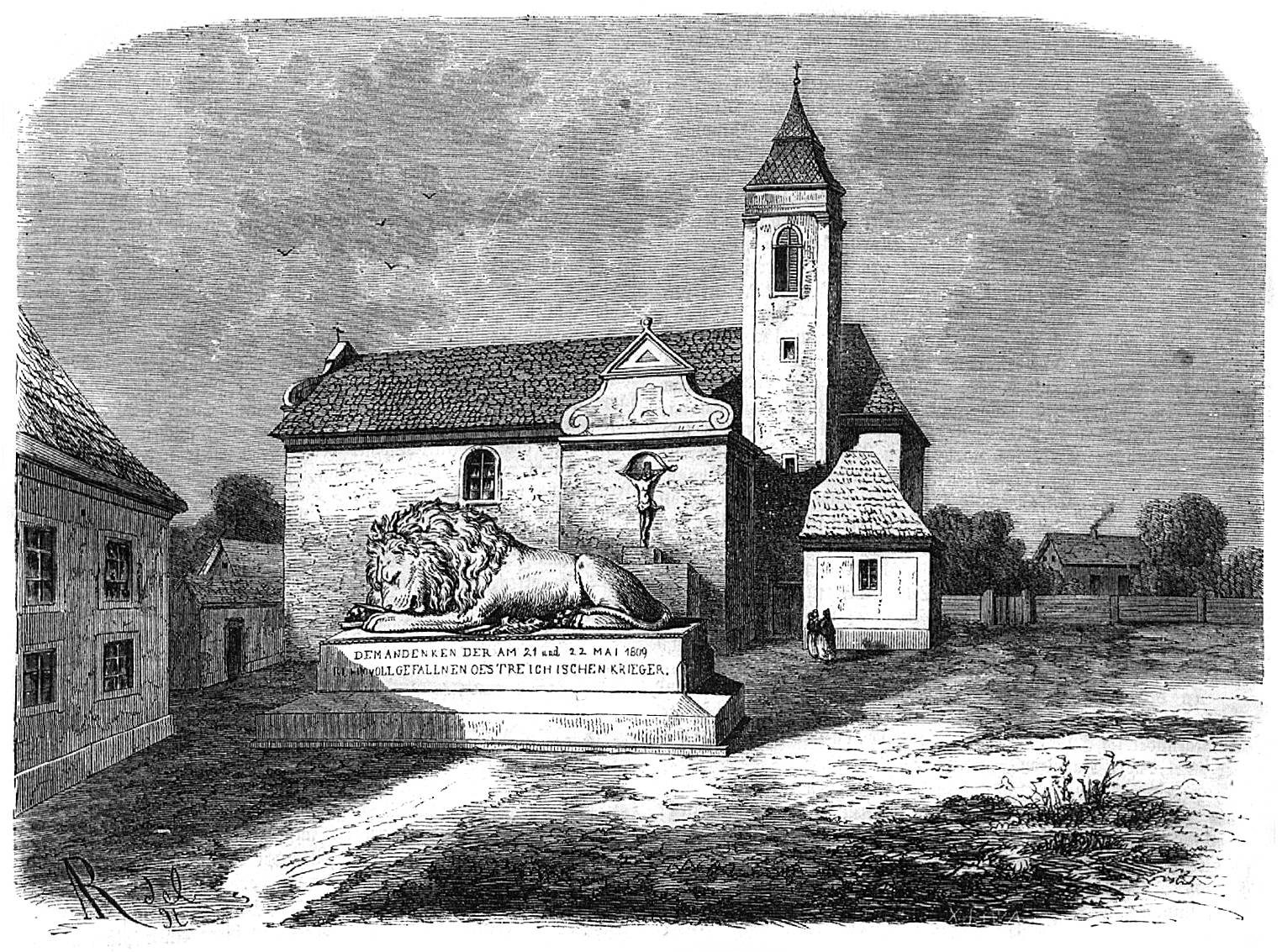
Der Löwe von Aspern
(Bild in Die Gartenlaube von 1858)

Der Löwe von Aspern von Anton Dominik Fernkorn wird auf dem Asperner Heldenplatz errichtet. Das Kriegerdenkmal soll an die Schlacht bei Aspern von 1809 erinnern.

### Photographie
Dem britischen Fotografen William Usherwood gelingt am 28. September als Erstem ein Foto eines Kometen. In der folgenden Nacht schießt auch der US-amerikanische Astronom William Cranch Bond ein Bild von Donati. 

### Preisverleihungen
Der Preisträger des Prix de Rome für Malerei ist Jean Jacques Henner. 

### Sonstiges

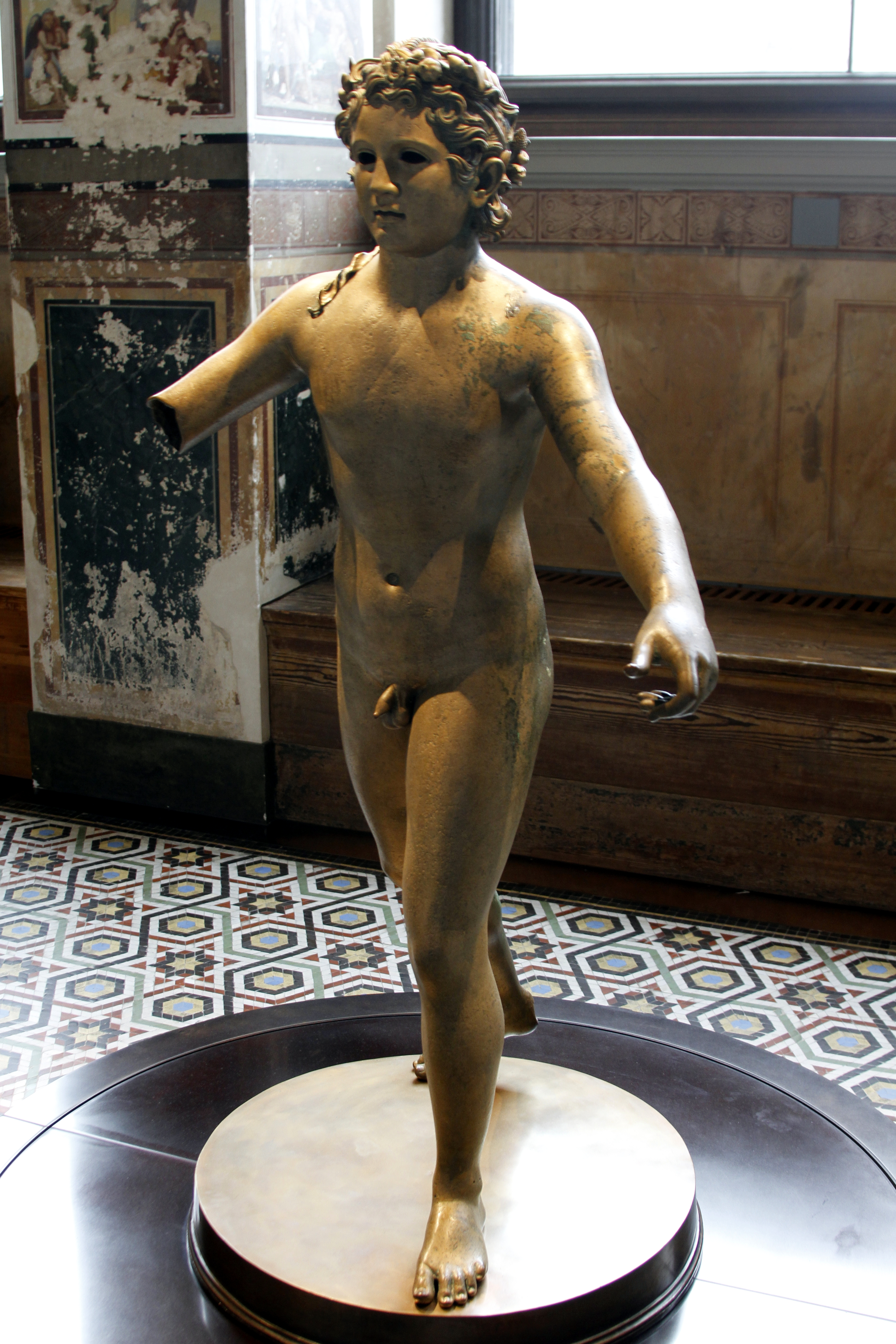
Xantener Knabe, Neues Museum, Berlin

Nahe bei Xanten finden sechs Fischer am 16. Februar im Ufergelände des Rheins den Xantener Knaben, eine bronzene Statue aus römischer Zeit.
Einige Mitglieder der Präraffaeliten gründen im April den Hogarth Club. Zu den Gründungsmitgliedern gehören Ford Madox Brown, Edward Burne-Jones und William Michael Rossetti. Anlass der Gründung ist die Ablehnung von Werken ehemaliger Mitglieder und Schüler der präraffaelitische Bruderschaft durch die Royal Academy of Arts. Im Juli werden die ersten Räume des Clubs in 178 Piccadilly in London eröffnet. Der ständige und ganzjährig uneingeschränkte, ohne Eintrittsgeld geplante Galeriebetrieb läuft aber nicht sonderlich erfolgreich an, da nur wenige Arbeiten ausgestellt werden. 

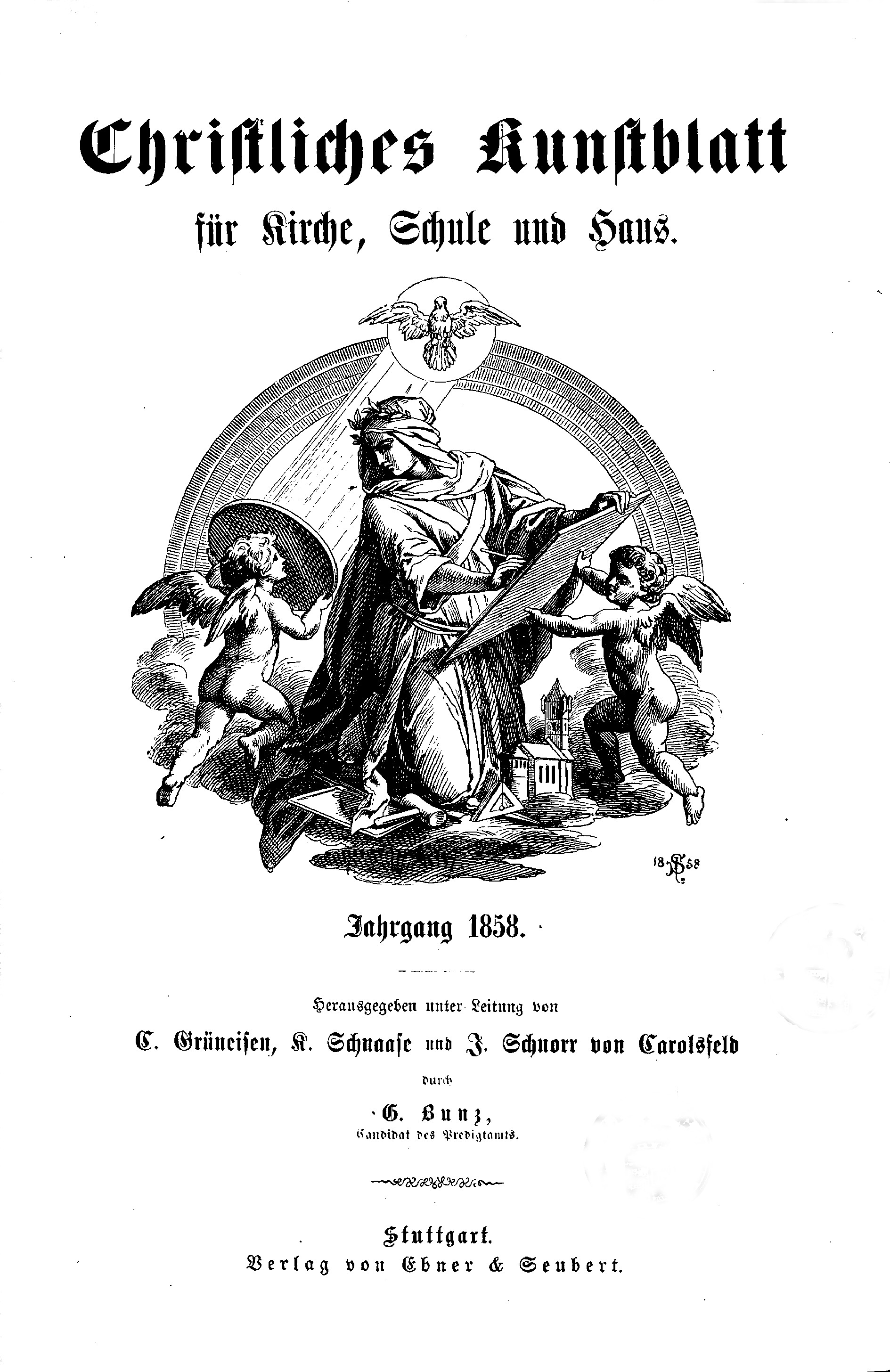
Christliches Kunstblatt, Titelblatt der Erstausgabe

Der evangelische Theologe Carl Grüneisen, der Jurist und Kunsthistoriker Karl Schnaase und der Maler Julius Schnorr von Carolsfeld gründen im Oktober in Stuttgart das Christliche Kunstblatt für Kirche, Schule und Haus, eine Kunstzeitschrift für evangelische Christen.

## Geboren
- 10. Januar: Heinrich Zille, deutscher Maler, Zeichner und Fotograf († 1929)
- 15. Januar: Giovanni Segantini, italienischer Maler († 1899)
- 11. Februar: Désiré Thomassin, österreichischer Maler und Komponist († 1933)
- 03. März: Heinrich Brockhaus, deutscher Kunsthistoriker († 1941)

- 10. April: Elbridge Ayer Burbank, US-amerikanischer Maler († 1949)
- 14. April: Cella Thoma, deutsche Malerin († 1901)
- 30. Mai: Pius Ferdinand Messerschmitt, deutscher Maler († 1915)
- 16. Juni: John Peter Russell, australischer Maler, der „verlorene Impressionist“ († 1930)
- 21. Juni: Medardo Rosso, italienischer Bildhauer († 1928)
- 06. Juli: Heinrich Otto, deutscher Maler († 1923)
- 21. Juli: Lovis Corinth, deutscher Maler († 1925)
- 30. August: Ignaz Sowinski, österreichischer Architekt († 1917)
- 12. September: Fernand Khnopff, belgischer Maler, Grafiker, Bildhauer und Kunstschriftsteller († 1921)
- 31. Oktober: Franz Ahrens, deutscher Architekt († 1933)
- 08. November: Gustaf Wickman, schwedischer Architekt († 1916)
- 21. November: Bruno Schmitz, deutscher Architekt († 1916)
- 24. November: Marie Bashkirtseff, russische Malerin, Schriftstellerin und Philosophin († 1884)
- 07. Dezember: Gustav Gull, Schweizer Architekt († 1942)
- 12. Dezember: Emmanuel Villanis, französischer Bildhauer († 1914)
- 15. Dezember: Adolf Rettelbusch, deutscher Maler, trägt den Beinamen Brockenmaler († 1934)
- 20. Dezember: Jan Toorop, niederländischer Maler des Symbolismus († 1928)

## Gestorben
- 18. Januar: Margarethe Jonas, deutsche Bildstickerin und Malerin (* 1783)
- 27. Februar: Wilhelm Joseph Imhoff, deutscher Bildhauer (* 1791)

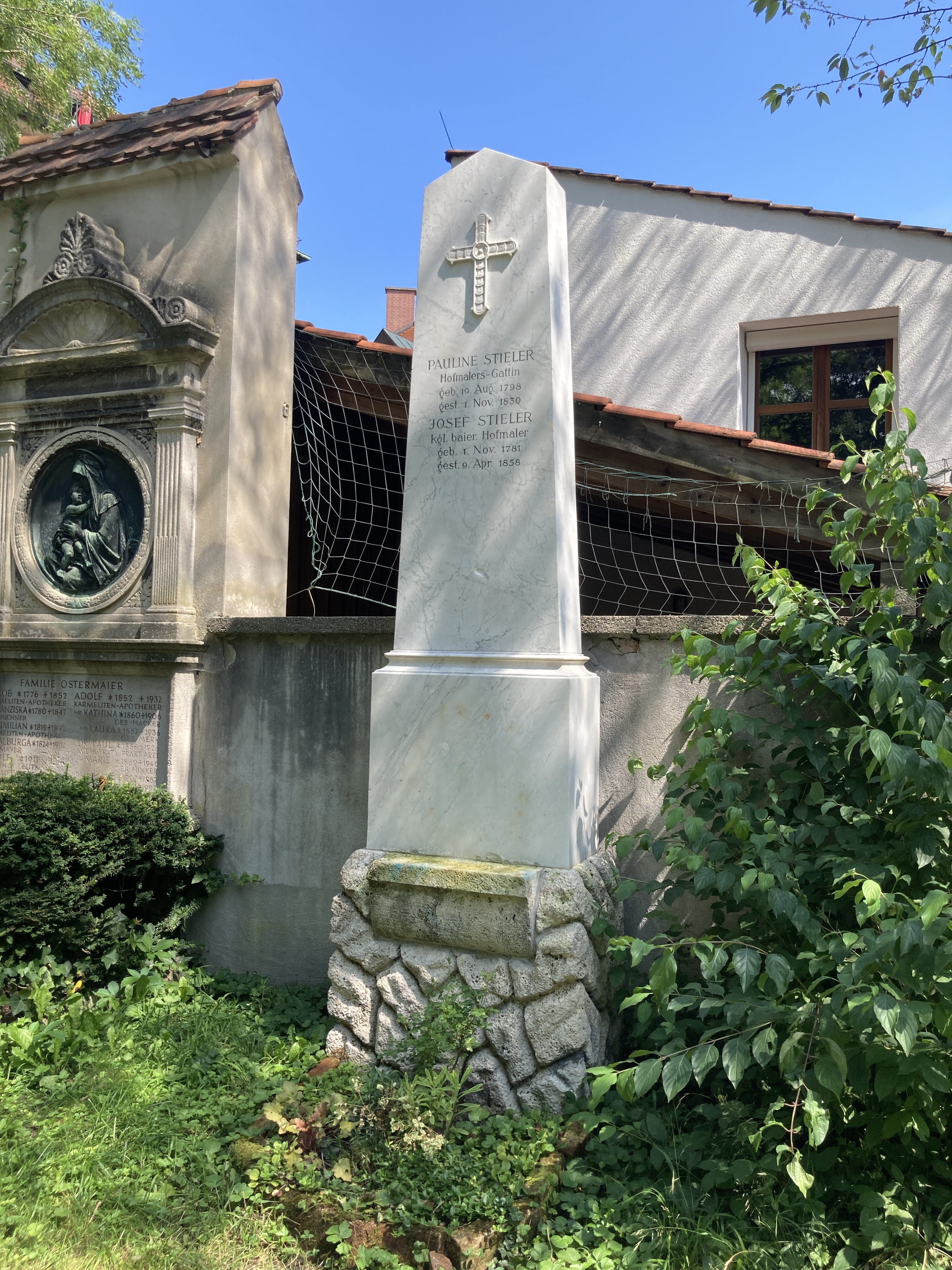
Grab von Joseph Karl Stieler auf dem Alten Südlichen Friedhof in München

- 9. April: Joseph Karl Stieler, deutscher Maler (* 1781)
- 13. April: Carl Hasenpflug, deutscher Architekturmaler (* 1802)

- 15. Juni: Ary Scheffer, französischer Radierer und Bildhauer (* 1795)
- 10. Juli: Auguste de Montferrand, französisch-russischer Architekt (* 1786)
- 15. Juli: Alexander Iwanow, russischer Maler (* 1806)

- 29. September: August Podesta, deutscher Maler und Grafiker (* 1813)
- 12. Oktober: Utagawa Hiroshige, japanischer Farbholzschnitt-Künstler (* 1797)
- 5. Dezember: Johann Leonhard Appold, deutscher Kupfer- und Stahlstecher (* 1809)